# Serwacy
Serwacy – imię męskie pochodzenia łacińskiego. Wywodzi się od słowa oznaczającego „ten, który został zbawiony”.
Serwacy imieniny obchodzi: 13 maja.

## Znane osoby
- Święty Serwacy – biskup Tongeren, święty katolicki, jeden z trzech zimnych ogrodników.